# Аксьонкіно
Аксьо́нкіно (рос. Аксёнкино) — село у складі Сєверного району Оренбурзької області, Росія.

## Населення
Населення — 509 осіб (2010; 726 у 2002).
Національний склад (станом на 2002 рік):
- мордва — 96 %